# Tour dei British and Irish Lions 1904
La Selezione delle Isole Britanniche di rugby nel 1904 si recò in tournée in Australia e Nuova Zelanda.  I "turisti" travolsero i team australiani, vincendo 3 match su 3 contro la nazionale australiana. In Nuova Zelanda le cose furono più equilibrate e i Lions furono sconfitti nell'unico test contro la nazionale neozelandese.
È convenzionalmente considerato come un tour dei British Lions, anche se questo termine per indicare la squadra risale al 1950.
Capitano era lo scozzese David Bedell-Sivright e coach l'irlandese Arthur O'Brien.
Furono disputate in tutto 19 partite di cui 14 in Australia e 5 in Nuova Zelanda, con quattro test match. Il bilancio complessivo fu di 16 vittorie, 2 sconfitte e un pareggio.
Fu la prima volta che i "Lions" visitavano sia l'Australia che la Nuova Zelanda, iniziando una tradizione che sarebbe continuata sino al 1971.
Il capitano Bedell-Sivright, causa un grave infortunio, venne rimpiazzato nel ruolo nelle ultime 4 partite da Teddy Morgan.

## La squadra
- Manager: Arthur O'Brien

### Estremo
- C.F. Stranger Leathes (Northern)

### Tre Quarti
- J.L. Fisher (Hull and East Ridings)
- Rhys Gabe (Cardiff)
- Fred Jowett (Swansea)
- Willie Llewellyn (Newport)
- Teddy Morgan (London Welsh)
- P.F. McEvedy (Guy's Hospital)
- A.B. O'Brien (Guy's Hospital)

### Mediani
- Percy Bush (Cardiff)
- Tommy Vile (Newport)
- F.C. Hulme (Birkenhead Park)

### Avanti
- David Bedell-Sivright (Cambridge University) (cap.)
- Sid Bevan (Swansea)
- S. N. Crowther (Lennox)
- J.T. Sharland (Streatham)
- Denys Dobson (Oxford University)
- C.D. Patterson (Malone RFC)
- R.W. Edwards (Malone RFC)
- Arthur Harding (Cardiff) /
- B.S. Massey (Hull and East Ridings)
- R.J. Rogers (Bath)
- F. McK Saunders (Guy's Hospital)
- D.H. Traill (Guy's Hospital)
- Blair Swannell (Northampton)

## Risultati
Sistema di punteggio:  meta = 3 punti, Trasformazione=2 punti. Punizione=  3 punti. drop calcio da mark= 4 punti.

| Sydney 18 giugno 1904 | New South Wales | 0 – 27 | Isole Britanniche XV |  |

| Bathurst 22 giugno 1904 | Western District | 6 – 21 | Isole Britanniche XV |  |

| Sydney 25 giugno 1904 | New South Wales | 6 – 29 | Isole Britanniche XV |  |

| Sydney 29 giugno 1904 | Metropolitan Union | 6 – 19 | Isole Britanniche XV |  |

| Sydney 2 luglio 1904 | Australia | 0 – 17 | Isole Britanniche | Cricket ground |

| Newcastle 6 luglio 1904 | Newcastle | 3 – 17 | Isole Britanniche XV |  |

| Brisbane 9 luglio 1904 | Queensland | 5 – 24 | Isole Britanniche XV |  |

| Brisbane 13 luglio 1904 | Metropolitan Union | 3 – 17 | Isole Britanniche XV |  |

| Brisbane 16 luglio 1904 | Queensland | 7 – 18 | Isole Britanniche XV |  |

| 20 luglio 1904 | Toowoomba | 3 – 12 | Isole Britanniche XV |  |

| Brisbane 23 luglio 1904 | Australia | 3 – 17 | Isole Britanniche | Exhibition Ground |

| Armidale 27 luglio 1904 | New England | 6 – 29 | Isole Britanniche XV |  |

| Sydney 30 luglio 1904 | Australia | 0 – 16 | Isole Britanniche | Cricket ground |

| Christchurch 6 agosto 1904 | South Canterbury Coast | 3 – 5 | Isole Britanniche XV |  |

| Dunedin 10 agosto 1904 | Otago-Southland | 8 – 14 | Isole Britanniche XV |  |

| Wellington 13 agosto 1904                                                   | Nuova Zelanda | 9 – 3   | Isole Britanniche | Athletic Park (20.000 spett.) |
| \| \| \| \| \| McGregor (2) \| mt \| \| \| B. Wallace \| c.p. \| Harding \| |               |         |                   |                               |
|                                                                             |               |         |                   |                               |
| McGregor (2)                                                                | mt            |         |                   |                               |
| B. Wallace                                                                  | c.p.          | Harding |                   |                               |

| New Plymouth 17 agosto 1904 | Taranaki-Ranganui-Manawatu | 0 – 0 | Isole Britanniche XV |  |

| Auckland 20 agosto 1904 | Auckland | 13 – 0 | Isole Britanniche XV |  |

| 22 agosto 1904 | Maori XV | 8 – 6 | Isole Britanniche XV |  |

| Sydney 31 agosto 1904 | New South Wales | 0 – 5 | Isole Britanniche XV |  |